# إتش ألين بروكس
إتش ألين بروكس (بالإنجليزية: H. Allen Brooks)‏ هو مؤرخ أمريكي، ولد في 6 نوفمبر 1925 في نيو هيفن في الولايات المتحدة، وتوفي في 8 أغسطس 2010.